# 루이스 알베르토 라카예

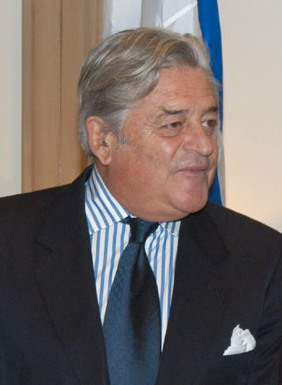
루이스 알베르토 라카예

루이스 알베르토 라카예 데 에레라(스페인어: Luis Alberto Lacalle de Herrera, 1941년 7월 13일 ~ )는 흔히 쿠키(Cuqui)라는 별명으로 알려진 우루과이의 법조인, 정치인으로 1990년부터 1995년까지 대통령직을 역임했다. 현재 마드리드클럽의 회원이며, 예루살렘 정상회담의 공무위원회 이사원이다. 그의 아들인 루이스 알베르토 라카예 포우 또한 정치인으로 활동했다.